# Bảo tàng Luyện kim và Máy móc ở Chlewiska
Bảo tàng Luyện kim và Máy móc ở Chlewiska (tiếng Ba Lan: Muzeum Hutnictwa i Przemysłu Maszynowego w Chlewiskach) là một bảo tàng nằm trong xưởng đồ sắt được thành lập vào cuối thế kỷ 19, tọa lạc tại số 34 Phố Szkolna, Chlewiska, huyện Szydłowiecki, tỉnh Mazowieckie, Ba Lan. Bảo tàng Luyện kim và Máy móc ở Chlewiska là một chi nhánh của Bảo tàng Công nghệ Quốc gia ở Warsaw.

## Lịch sử hình thành
Xưởng sắt ở Chlewiska được thành lập trong các năm 1890-1892. Ban đầu, xưởng này thuộc sở hữu của gia đình Plater. Sau đó, địa điểm này được Spółka Akcyjna Handlowo-Przemysłowa "Elibor" mua lại. Năm 1939, công ty Huta Pokój z Ruda Śląska thuê nơi này và chỉ hoạt động ở đây cho đến năm 1940. Sau Chiến tranh thế giới thứ hai, việc sản xuất của xưởng sắt được tiếp tục một phần. Từ năm 1960, địa điểm này được Bảo tàng Công nghệ Quốc gia ở Warsaw tiếp quản.

## Triển lãm
Bộ sưu tập của Bảo tàng Luyện kim và Máy móc ở Chlewiska hiện đang bao gồm triển lãm giới thiệu một hệ thống lò cao đốt bằng than. Đây là lò luyện cuối cùng ở Châu Âu được đốt bằng than.
Ngoài nội thất của các nhà máy thép, các triển lãm sau được giới thiệu trong cơ sở:
- triển lãm máy gia công kim loại: máy phay, máy khoan, máy ép trục vít.[3] Các thiết bị được sản xuất bởi các công ty ở Ba Lan (bao gồm: Zakłady Cegielskiego ở Poznań, Fabryka Karabinów ở Warsaw và John, Krebs & Co Society ở Łódź) và nước ngoài.
- triển lãm ô tô: trưng bày ô tô và xe máy được sử dụng trong thời tiền chiến và hậu chiến
- xưởng thủ công: thợ may và thợ đóng giày

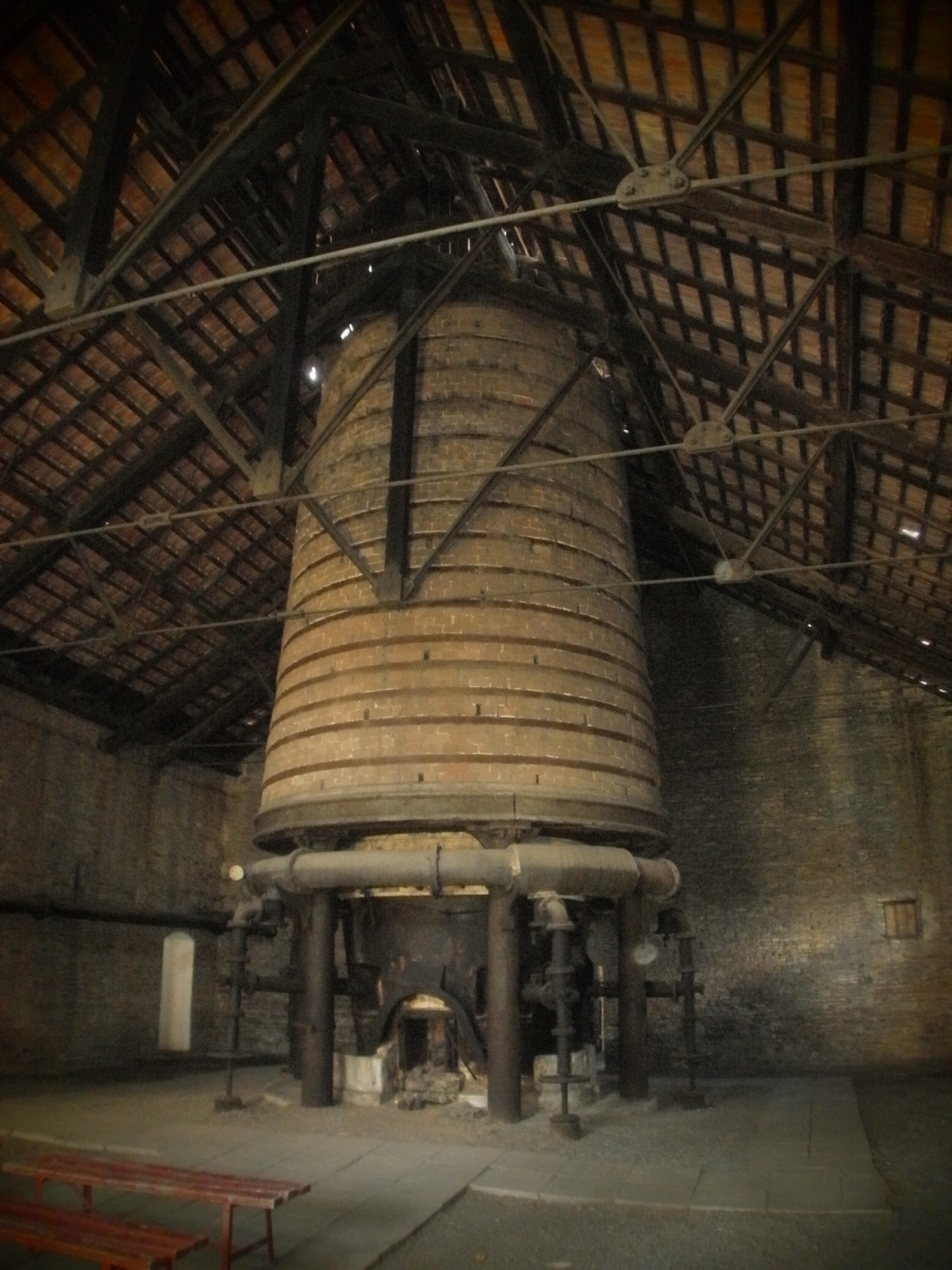
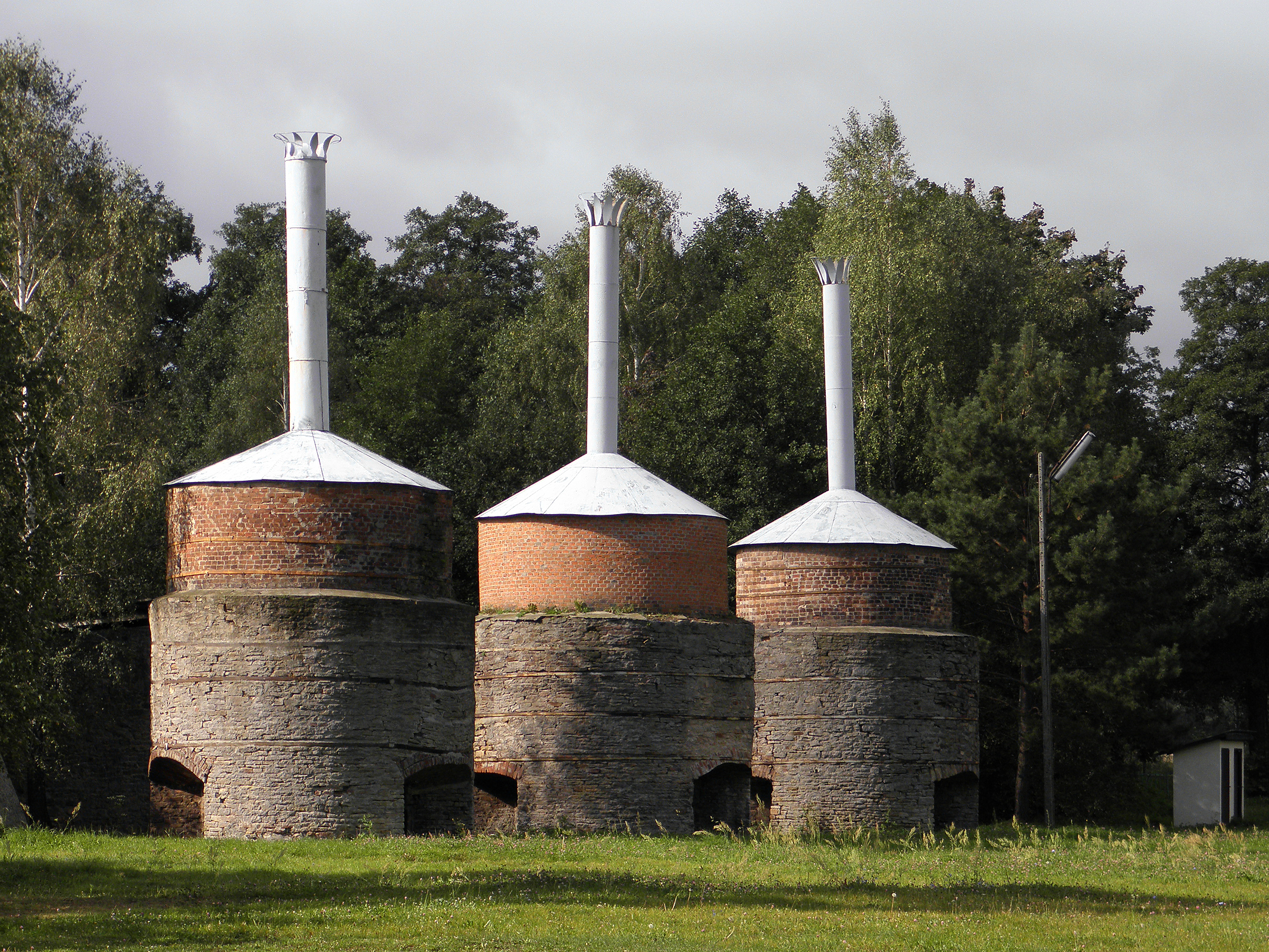
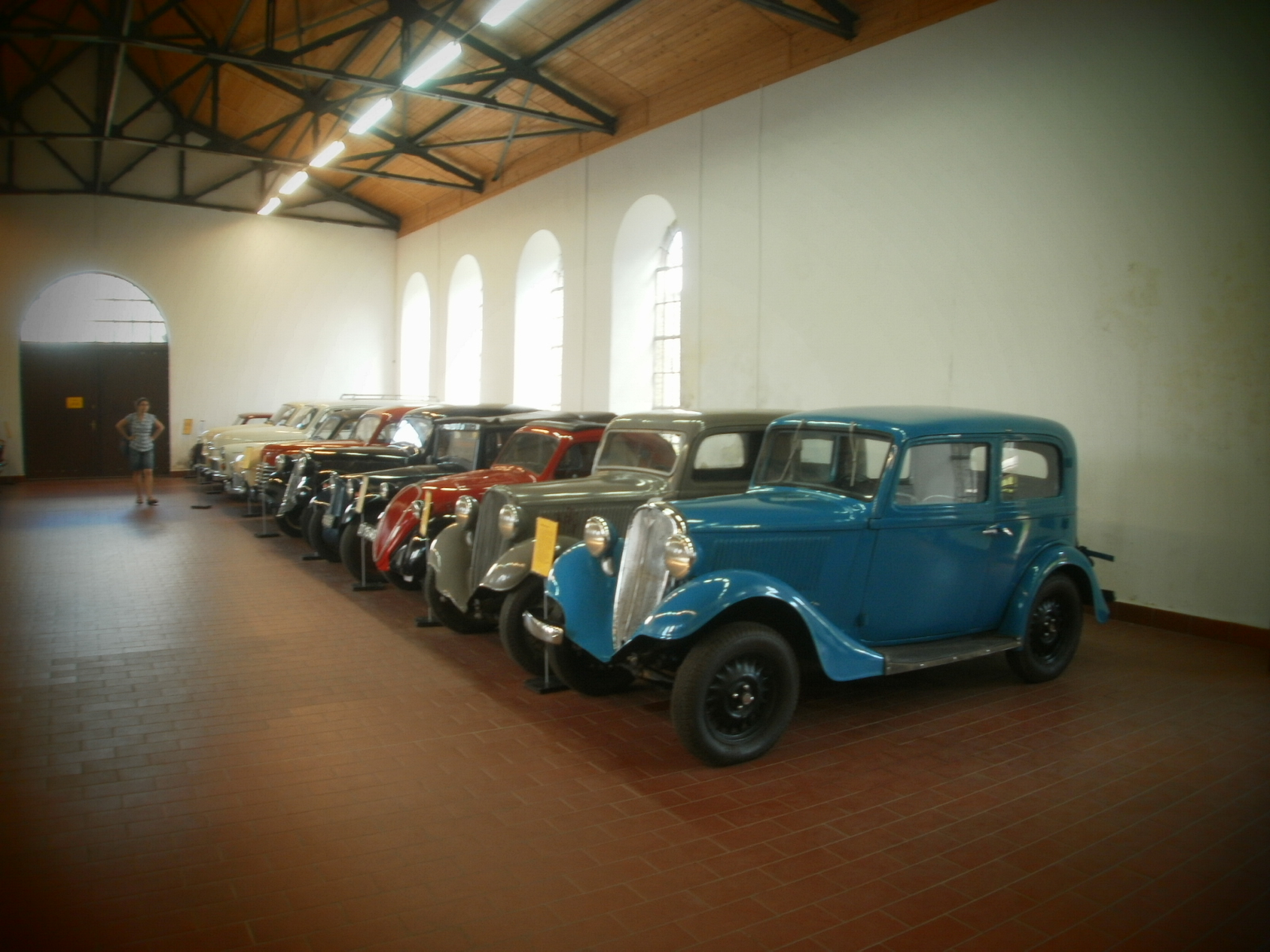